# Tułowice Małe
Tułowice Małe (niem. Theresienhütte, wcześniej Ärsche) – przysiółek w Polsce położony w województwie opolskim, w powiecie opolskim, w gminie Tułowice. W latach 1975–1998 miejscowość położona była w województwie opolskim.
Miejscowość przed 2006 roku nosiła nazwę Przyłogi. 31 stycznia 2008 roku Rada Gminy Tułowice podjęła uchwałę Nr XII/93/08 w sprawie utworzenia sołectwa Tułowice Małe.